# Dialog
Dialog — приложение, используемое в скриптах командной оболочки для создания различных диалоговых окон. Приложение создает окна в консоли, используя библиотеки curses и ncurses.
Dialog создан в 1993 году Савио Ламом (Savio Lam). С 1999 года его поддержку осуществляет Томас Дикей (Thomas Dickey).
Существует несколько программ созданных под влиянием dialog, из которых наиболее известные xdialog и whiptail.